# 天主教西湾子教区
天主教西湾子教區（拉丁語：Dioecesis Sivanzeanus）是天主教在中國內蒙古自治區東部及河北省設立的一個教區，屬於蒙古教省。教區在歷史上曾是天主教在內蒙古地區的傳教基地，至今教座所在地西湾子仍相當活躍。

## 概況
1946年4月11日，聖座在中國設立聖統制，西湾子宗座代牧區升格為西湾子教區，屬於蒙古教省。教區主要管轄現在的內蒙古自治區烏蘭察布盟東部、錫林郭勒盟南部以及河北省張家口的長城以北地區的教務。
教座位於河北省張家口市北部崇禮區的西湾子主教座堂，現時，教區處於教座出缺狀態。

## 历史

### 遣使会

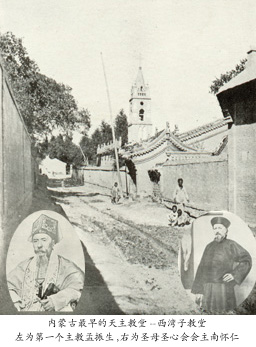
西湾子天主教堂

西湾子是位于张家口东北100华里，长城外侧坝上高原的一个村庄。1700年（康熙三十九年），天主教传入西湾子。自1726年始开始兴建教堂。在长达百余年的禁教时期，地处偏远的西湾子成为天主教徒的避难地。1829年，北京北堂的薛玛窦神父等法国籍遣使会神父被赶出北京北堂，他们将传教中心迁移到长城以外的西湾子村。西湾子也逐渐成为一个天主教徒占大多数的教友村。1834年，法籍遣使会士孟振生（1807年—1868年）来华后，也来到这里居住、传教。
1838年，罗马教廷从北京教区分设辽东代牧区，负责长城以北地区的传教事务。1840年8月20日，辽东代牧区又被分为蒙古代牧区和辽东满洲代牧区，分别交给遣使会和巴黎外方传教会负责。蒙古代牧区的首任主教是孟振生，主教座堂设在西湾子村，从此西湾子正式成为天主教向蒙古地区的传教基地。

### 圣母圣心会
在1862年，南怀义神父在比利时布鲁塞尔郊外的斯格脱创立了圣母圣心会。这个新成立的传教修会吸引了一批不顾一切地热切献身于传教使命的青年传教士，最吸引他们的传教目的地则是蒙古。1864年，罗马教廷把蒙古教区划归圣母圣心会负责。1865年12月，南怀义神父亲自率领首批该会的韩默理等4位神父，从欧洲来到中国北京，又穿越长城，抵达西湾子村，从遣使会手中接管了蒙古代牧区。1868年2月23日，南怀义神父因前往热河滦平县的老虎沟传教途中感染斑疹伤寒而病故。虽然这个传教会创立不久就失去了不满45岁的创始人，似乎前途非常渺茫，生存下来的人在草原上坚持了下来，并且他们的事迹吸引了更多的人加入圣母圣心会的传教队伍。这些来自低地国家的传教士也按中国人的习惯，所起的中文名字做了排行及辈份的安排：「怀仁秉德」。
圣母圣心会原来设想使蒙古民族皈依天主教。为此他们多方努力，学习蒙古语，了解蒙古族的宗教和习俗，接近蒙古王公贵族，但由于蒙古人普遍笃信藏传佛教，上述的努力收效甚微。于是圣母圣心会的传教士改变了传教策略，将传教对象改为从内地来到口外的汉族移民。传教士们从蒙古王公手中买进大片土地，吸引大批内地的汉人迁来耕种，建立起数百个移民点，在每处都建起了大小不等的教堂，如二十四顷地大教堂。使得天主教在内蒙古势力的扩展极为迅速。
1883年12月21日，蒙古代牧区一分为三，分设东蒙古、中蒙古和西南蒙古三大代牧区。中蒙古代牧区仍以西湾子教堂为主教座堂，西南蒙古代牧区的主教座堂位于二十四顷地，东蒙古代牧区的主教座堂则位于朝阳的松树嘴子。到20世纪，圣母圣心会在长城以北地区共管理7个教区：西湾子教区、绥远教区、热河教区、宁夏教区（包括后来陕北的三边地带，主教座堂位于三盛公，即今磴口县）、大同教区、集宁教区（主教座堂位于玫瑰营）和赤峰教区。另外，甘肃教区是1878年，韩默理神父前往河西走廊传教所开辟。
自1726年西湾子开始兴建教堂，至1936年的210年间，天主教会在这个村庄先后14次大兴土木，形成了以教堂为主的百余亩建筑群。以西湾子教堂为中心，西湾子村在1936年成为新设的崇礼县的县城。
在1900年的义和团事变中，蒙古3个教区都受到义和团的严重打击。在中蒙古教区，除在西湾子主教座堂避难的5000多教徒外，绝大部分教徒被杀。8月，义和团攻克了铁圪旦教堂和乌尔图沟教堂(今内蒙古四子王旗境内)，杀死了两名外国传教士及教民3200多人，并烧毁了教堂。西湾子主教座堂则由于防守坚固，挡住了来自义和团的围攻，教徒和教会建筑得以幸存。
1922年3月14日，中蒙古代牧区更名察哈尔代牧区。1924年12月3日，更名西湾子代牧区。教会发展进入繁荣时期。
1945年7月1日，八路军冀察军区平北部队攻占崇礼县的西湾子。第二次国共内战期间，西湾子成为双方进行拉锯战的地区，许多神父、教友、修女被杀，大教堂也在这时被毁。这就是西湾子事件。1946年4月11日，教宗庇护十二世颁布“成立中国教会圣统制诏书”，通令中国建立圣统制，将中国划分为20个教省，西湾子代牧区升为西湾子教区，属于蒙古教省。
1949年，西湾子教区共有114座天主堂、教区司铎33人、会籍司铎39人、教友40,725名、修女83位。

### 改革開放後
1980年，中国实行改革开放政策，宗教政策逐步落实。1982年河北成立了张家口教区，由西湾子教区，宣化教区组成，锡林郭勒盟归属呼和浩特教区代管。
现在崇礼县城北新街仍有一座较小的西湾子天主教堂。城内许多机构都利用了当年的教会设施。崇礼县境内则到处举目可见天主教堂的尖塔。

## 歷任主教

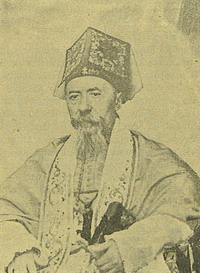
孟振生主教

### 蒙古宗座代牧
- 孟振生主教, C.M.（1840年8月23日-1846年）：法國籍，1846年調任北京宗座代牧區宗座署理。[8]
- 教座出缺（1846年-1857年）
  - 助理宗座代牧孔方濟主教, C.M.（1847年3月2日-1857年7月17日）：法國籍
- 孔方濟主教, C.M.（1857年7月17日-1859年5月9日）：法國籍[9]
- 教座出缺（1859年-1874年）

### 中蒙古宗座代牧
- 巴耆賢主教, C.I.C.M.（1874年10月22日-1895年1月4日）：比利時籍[10]
- 教座出缺（1895年-1898年）

### 察哈爾宗座代牧
- 方濟眾主教, C.I.C.M.（1898年5月1日-1924年1月12日）：比利時籍，1922年兼出任外蒙自治傳教區宗座署理。[11]
  - 助理宗座代牧蘭克複主教, C.I.C.M.（1914年5月6日-1924年1月12日）：比利時籍
- 藍克復主教, C.I.C.M.（1924年1月12日-1924年12月3日）：比利時籍

### 西灣子宗座代牧
- 蘭克複主教, C.I.C.M.（1924年12月3日-1931年5月5日）：比利時籍[12]
- 石德懋主教, C.I.C.M.（1931年12月14日-1946年4月11日）：荷蘭籍[13]

### 西灣子主教
- 石德懋主教, C.I.C.M.（1946年4月11日-1951年11月24日）：比利時籍
  - 張克興助理主教（1949年11月3日-1951年11月24日）
- 張克興主教（1951年11月24日-1988年11月6日）[14]
  - 潘少卿神父（1958年4月20日-1983年2月5日）：1958年自選自聖，未獲教宗承認。[15]
  - 郝進禮助理主教（1984年-1988年11月6日）：地下教會團體秘密晉牧，未獲政府承認。
- 郝進禮主教（1988年11月6日-2011年3月9日）[16][17][18][19]
  - 姚良輔理主教（2002年2月19日-2009年12月30日）：地下教會團體秘密晉牧，未獲政府承認。[20][21]。
- 教座出缺（2011年-現在）